# Шетти, Шамита
Шамита Шетти (хинди शमिता शेट्टी, англ. Shamita Shetty; род. 2 февраля 1979 год) — индийский дизайнер, бывшая актриса и модель. Её сестра — болливудская актриса Шилпа Шетти.

## Биография
Шамита родилась в традиционной семье, родом из сообщества Бунт в Удипи, и получила образование в Sydenham College в Мумбаи.
Её дебют состоялся в 2000 году в блокбастере «Влюбленные», режиссёром которого был Адитья Чопра. За эту роль она получила награду IIFA Award for Star Debut of the Year — Female в номинации «Лучший дебют». В дальнейшем она стала успешной актрисой item-номеров, таких как «Sharara Sharara» в фильме «Свадьба моей любимой» (2001) и «Chori Pe Chori» в «Анатомии любви» (2002). В 2005 году появилась в картине «Яд любви» вместе с Эмраном Хашми. В том же году вышел фильм «В пламени страстей», где она снялась вместе со своей сестрой. Также участвовала в индийском реалити-шоу Bigg Boss.
14 июня 2011 года заявила, что уходит из кино ради карьеры дизайнера интерьеров.
С 2015 принимает участие в реалити-шоу Jhalak Dikhhla Jaa 8. Вышла в финал и заняла третье место.

## Фильмография
| Год  |   | Русское название            | Оригинальное название            | Роль              |
| ---- | - | --------------------------- | -------------------------------- | ----------------- |
| 2000 | ф | Влюблённые                  | Mohabbatein                      | Ишика             |
| 2002 | ф | Свадьба моей любимой        | Mere Yaar Ki Shaadi Hai          | танцовщица        |
| 2002 | ф | Анатомия любви              | Saathiya                         | танцовщица        |
| 2002 | ф | -                           | Raajjiyam                        | Пуджа             |
| 2002 | ф | -                           | Piliste Palukutha                | студентка         |
| 2002 | ф | -                           | Mohabbat Ho Gayi Hai Tumse       | Мегха             |
| 2004 | ф | Суд совести                 | Wajahh: A Reason to Kill         | Ишита             |
| 2004 | ф | Огненный вихрь              | Agni Pankh                       | Анджана           |
| 2005 | ф | Неверная                    | Bewafaa                          | Паллави Арора     |
| 2005 | ф | Яд любви                    | Zeher                            | Сония Мехра       |
| 2005 | ф | В пламени страстей          | Fareb                            | Рия А. Сингхания  |
| 2007 | ф | В погоне за удачей          | Cash                             | Шаная Рао         |
| 2007 | ф | Привет, малышка!            | Heyy Babyy                       | танцовщица        |
| 2008 | ф | Хари Путтар: Комедия ужасов | Hari Puttar: A Comedy of Terrors | певица/танцовщица |
| 2008 | ф | -                           | Naan Aval Adhu (там.)            | Гита              |